# Tarot
För andra betydelser, se Tarot (olika betydelser).
Tarot (uttal: [ta’ro:]), även kallat tarok eller tarock, är ett samlingsnamn för de kortspel som spelas med en tarotkortlek. 
Benämningen tarot kan också användas om själva kortleken eller om de i leken ingående trumfkorten, och kan även syfta på den spådomskonst som utövas med denna kortlek.

## Tarotkortleken
Tarotleken uppstod i Italien på 1400-talet som en utbyggnad av en av de då redan existerande kortlekarna. Redan från början var tarotleken avsedda att spelas med, och den används även på detta sätt än i dag. 
Leken består av 78 kort, uppdelade på dels fyra olika sviter med vardera 14 kort, dels en speciell svit som utgör ständig trumf och som innehåller 22 kort.
Sviterna med 14 kort har valörerna 1–10 samt knekt (eller page), riddare, dam (eller drottning) och kung. Svitmärkena är desamma som i italienska kortlekar eller spanska kortlekar, det vill säga mynt (eller pentagram), svärd, bägare (eller pokaler) och stavar (eller käppar).
De 22 korten i trumfsviten har vanligen följande motiv: Narren (oftast onumrerad), (1) Magikern, (2) Prästinnan/Påvinnan, (3) Kejsarinnan, (4) Kejsaren, (5) Översteprästen/Påven, (6) De älskande, (7) Vagnen, (8) Rättvisan, (9) Eremiten, (10) Ödeshjulet, (11) Styrkan, (12) Den hängde mannen, (13) Döden, (14) Måttfullheten, (15) Djävulen, (16) Tornet, (17) Stjärnan, (18) Månen, (19) Solen, (20) Yttersta domen och (21) Världen.

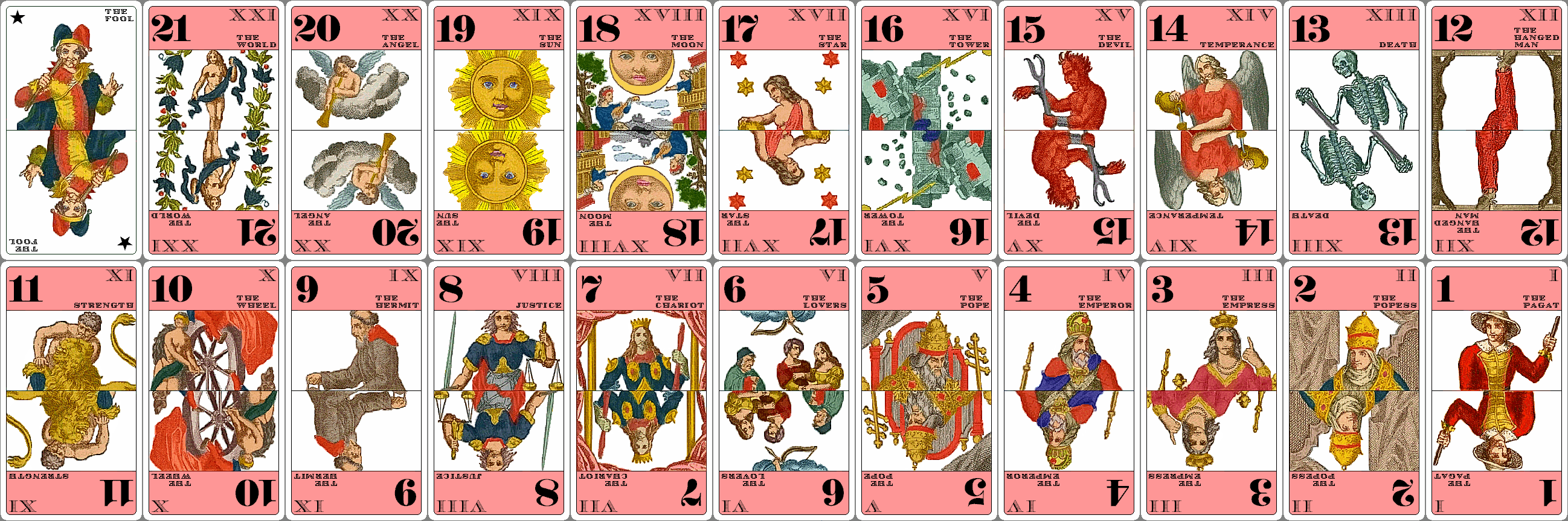
De 22 korten i trumfsviten, även kallad Stora arkanan.

### Historia
Man vet inte exakt när tarotkortleken skapades, men det rör sig om tidsperioden 1420–1450, och det skedde i norra Italien. Det finns belägg för kortlekar med 52 kort långt tidigare, men tarotleken tillkom genom att en fjärde honnör lades till i varje svit, och att en separat trumfsvit om 22 kort lades till.
Historiskt hade tarotkortleken 22 trumfkort med varsin bild med ett eget motiv. Det finns traditioner för vilket motiv som ska finnas på de olika korten, men dels har dessa traditioner varierat under olika tider och på olika platser, dels har det tillverkats det kortlekar med trumfkorten med motiv med en blandning av grekiska gudar, politiska makthavare etc. Senare har det tryckts nya kortlekar, med mindre provokativa motiv, för att ännu senare ge plats åt nya versioner av tarotkort med då aktuella politiska budskap o.s.v.
De olika kortlekarna fick ofta namn efter var de tillverkats, eller troddes ha tillverkats, t.ex. tarot från Marseille, tarot från Bologna, tarot från Besançon, siciliansk tarot och Roen-Bryssel tarot, även kallad belgisk tarot.
Ursprungligen var tarotkortens fyra färger ofta de spanska kortfärgerna: bägare, mynt, stav och svärd, eller de "italienska" (numera främst tyska) färgerna: ekollon, hjärta, löv och bjällra (framför allt i östra Europa). Tarotkort i de fransk-engelska färgerna (klöver, hjärter, spader och ruter) började tillverkas i Tyskland på 1700-talet. De första sådana kortlekarna hade olika djur som motiv på trumfkorten. Därför kallas de djurtarot.
En av de kortlekar som används för spel idag, kallas nya tarot eller borgartarot. Den tillverkades av kortmakare C.L. Wüst i Frankfurt någon gång under 1800-talet. Även den använder de fransk-engelska färgerna. Motiven på trumfkorten är söta bilder, av personer i Europas övre borgarklass på 1800-talet, i färd med olika sociala aktiviteter typiska för sin tid och klass, därav namnet ”borgartarot”. 
Det finns flera olika ”specialtarotkortlekar”, tillverkade i uttalat syfte att användas för spådom och liknande. En känd sådan är Rider-Waite-Smith-kortleken, som gavs ut första gången 1909 (enligt engelska Wikipedia) eller 1910 (enligt franska Wikipédia), och som fortfarande ges ut. Det speciella med denna tarotkortlek är att inte bara trumfkorten, utan vart och ett av alla de 78 korten i leken, har egna bilder.

## Spel med tarotkortleken
Kortspel med tarotlekar förekommer än i dag i vissa europeiska länder. Exempel på sådana spel är scarto, le jeu de tarots, triomphe forcée och tapp tarock.

## Tarot som spådomskonst
Idag förknippas tarotkort framförallt med spådom, meditation och reflektioner, trots att syftet med denna lek (precis som med alla kortlekar) ursprungligen var att spela spel. 
Idén att spå i tarotkorten härstammar från 1700-talet och har som upphovsmän schweizaren Antoine Court de Gébelin och fransmannen Jean-Baptiste Alliette. Court de Gébelin hävdade i en av volymerna i sitt omfattande verk Le Monde primitif (1773–1784) att tarotkorten skulle ha uppfunnits av fornegyptiska präster och innehålla en symbolisk representation av guden Thots visdom. Med utgångspunkt från denna teori, som saknar all vetenskaplig grund, utarbetade Alliette ett system för att spå i tarotleken och gav 1785–1791 under pseudonymen Etteilla ut en rad böcker  i ämnet.
Etteilla har under de följande seklen fått åtskilliga efterföljare, som publicerat mängder av litteratur om konsten att spå i tarotkort. I dag säljs såväl tarotlekar som tarotböcker i ansenlig omfattning i västvärlden, och i många veckotidningar och även på internet kan man hitta annonser, där personer som säger sig vara insatta i tarotlekens mysterier erbjuder sina tjänster.